# Абатство Креспин
Абатство Креспин (на френски: Abbaye de Crespin) е историческо бенедиктинско абатство, в Креспин, департамент Нор, регион Нор-Па дьо Кале, Северна Франция.

## История
Абатството е основано около 670 г. от Свети Ланделин, който е първият абат и е погребан в абатската църква. В абатството са и гробниците на двамата му ученици Домициан и Аделин. През 882 г. датчани и викинги опустошават района и ограбват и разрушават няколко абатства, сред които и това в Креспин.
През 1080 г. абатството е възстановено от монаси-бенедиктинци. От 1080 до 1802 г., когато манастирът е опустошен отново по време на Наполеоновите войни, се сменят 48 абати. След унищожаването на манастира неговите имоти са продадени и разграбени.
До наши дни са оцелели само част от манастирските сгради: входната порта, бившия абатски дом и няколко стопански постройки.

## Абатска бира Абеи дьо Креспин
Едноименната абатска бира Abbaye De Crespin Triple – Secret Des Moines се произвежда от френската пивоварна Les Brasseurs De Gayant. Бирата е златиста, в стил белгийски трипъл ейл, с алкохолно съдържание 6,5 % об.